# Rudolf Bissegger
Rudolf Bissegger (* 3. September 1950 in Oetwil an der Limmat) ist ein Schweizer Schauspieler.

## Leben
Rudolf Bissegger wuchs in Frauenfeld auf. Eine Ausbildung zum Maschinenzeichner brach er zu Gunsten eines Schauspielstudiums ab und besuchte von 1968 bis 1971 das damalige Bühnenstudio Zürich. Ein erstes Engagement erhielt er am Theater Kanton Zürich, wo er nach seiner Ausbildung bis 1974 unter Vertrag stand. Es folgten Verpflichtungen an das Schauspielhaus Zürich (1973 bis 1975) und das Stadttheater Bern (1975 bis 1977). Anschliessend gehörte er bis 1986 dem Ensemble des Wiener Burgtheaters an, gleichzeitig gastierte er auch immer wieder am Zürcher Schauspielhaus und am Opernhaus Zürich. Seit 1986 ist Bissegger freischaffend tätig, spielte unter anderem am Bernhard-Theater, aber auch in Berlin am Renaissance-Theater und am Theater am Kurfürstendamm.
Bekannte Bühnenrollen Bisseggers waren Lysander im Sommernachtstraum und Laertes in Hamlet, beide von William Shakespeare, am Stadttheater Bern verkörperte er den Andri in Max Frischs Drama Andorra, er war Ferdinand in Egmont von Johann Wolfgang von Goethe oder Mortimer in Friedrich Schillers Maria Stuart. Am Schauspielhaus Zürich spielte er die Titelrolle in Schillers Don Karlos und den Osvald in Gespenster von Henrik Ibsen. Dabei arbeitete er mit Regisseuren wie Gerhard Klingenberg, Leopold Lindtberg, Franz Matter oder Horst Gnekow.
Ab Mitte der 1970er-Jahre stand Bissegger auch immer wieder vor der Kamera, häufig als Gastdarsteller in bekannten Serien wie Kommissar Rex, Lutz & Hardy oder Liebling Kreuzberg. Er hatte einen kleinen Part in Nicolas Roegs Filmdrama Black Out – Anatomie einer Leidenschaft, wobei ihm in der deutschen Synchronfassung Lutz Riedel seine Stimme lieh, und war das Mordopfer Edward Donnington in der Verfilmung des Theaterstücks Mord am Pool von Francis Durbridge. In der Serie Ein Bayer auf Rügen war er in 32 Folgen in der Rolle des Karl Gruber zu sehen.

## Filmografie (Auswahl)
- 1976: Krock & Co.
- 1980: Black Out – Anatomie einer Leidenschaft
- 1982: Herr Herr
- 1984: Huldrych Zwingli, Reformator
- 1986: Mord am Pool
- 1986: Der Leihopa – Ein sehr ehrendes Angebot
- 1991: Die Kaltenbach-Papiere – Sharon
- 1993–1996: Ein Bayer auf Rügen
- 1994: Matchball – Leinen los
- 1994: Lutz & Hardy – Adel vernichtet
- 1995: Schwarz Rot Gold – Geld stinkt
- 1995: Kommissar Rex – Stumme Schreie
- 1997: Liebling Kreuzberg – Wissen ist Macht
- 1998: HeliCops – Einsatz über Berlin – Feuertaufe für AK1
- 2008: Tandoori Love

## Hörspiele
- 1975: Louis Rognoni: Der letzte Ausweg – Regie: Hans Jedlitschka – DRS
- 1977: Henry Slesar: Zeugen zur Auswahl – Regie: Klaus W. Leonhard – DRS
- 1983: Karl Wiesinger: Der König von Caere – Regie: Dagobert Glienke – ORF Niederösterreich[2]
- 1986: Andreas Vögeli/Emil Zopfi: Die Einführung der Schiefertafeln an der Volksschule von Bärenwil – Regie: Walter Baumgartner – DRS
- 1989: Rainer Bressler: Nächst der Sonne – Regie: Walter Baumgartner – DRS
- 1992: Emil Zopfi: Die Brücke ins Land der Toten – Regie: Walter Baumgartner – DRS
- 1999: Fritz Gafner: De Ross-Chnächt Miggel – Regie: Buschi Luginbühl – DRS

(Quellen: Ö1-Hörspieldatenbank und HörDat, die Hörspieldatenbank)